# Луїс Орр
!
Луїс Маклафлін Орр (7 травня 1958 — 15 грудня 2022) — американський баскетболіст і баскетбольний тренер. Професійно грав у Національній баскетбольній асоціації (НБА) і став  тренером із баскетболу у коледжі. Луїс Орр був головним тренером Університету Боулінг Грін Стейт протягом з 2007 по 2014   і в Сетон Холі протягом з 2001 по 2006. У минулому він був асистентом в Університеті Ксав'єра, коледжі Провіденс і його альма-матер Сіракузькому університеті, перед тим як отримати свою першу посаду головного тренера в коледжі Сієни. Також він був помічником тренера в Джорджтауні під керівництвом свого колишнього одноклубника з Нью-Йорк Нікса Патріка Юінга.

## Ігрова кар'єра
Луїс Орр навчався в середній школі Вітроу, в якій його тренером був Чарльз Кедл. Луїс  грав в Університеті Сіракуз протягом з 1976 по 1980 і  також був учасником популярного  шоу "Louie & Bouie Show" разом із своїм другом по команді Рузвельтом Буї. Їхній дует був названий так після того, як студентська газета The Daily Orange опублікувала карикатуру, на якій вони прямують до баскетбольного майданчика в смокінгах і циліндрах. Після закінчення Сіракуз у 1980 році він був 28-м вибраним на драфті НБА 1980 року, обраним Індіана Пейсерс. Луїс провів два сезони за «Пейсерс», включно з появою в плей-оф сезону новачка, під час якого Луїс  набирав у середньому 12 очок, 5 підбирань і 2,5 перехоплення в поразці в першому раунді матча  проти « Філадельфії 76ерс». Пізніше він перейшов до іншої команди, яка називалась  « Нью-Йорк Нікс » і грав у ній протягом шести років, однак тричі потрапив у плей-офф. У сезоні 1984–1985 рр. Луїс мав середні рекорди очок і підбирань за «Нікс» з 12,7 і 4,9 відповідно. 20 січня 1987 року Луїс Орр набрав 8 очок, зробив 6 підбирань, зробив 6 передач і зробив переможний триочковий кидок під час матчу з « Бостон Селтікс » (111-109), у якому він отримав перемогу. Він набрав понад 5500 очків за  свою кар'єру як професіонал баскетболу.

## Тренерська кар'єра
Він здобув свою першу роботу асистента тренера в 1990 році з Ксав'єром у Цинциннаті, штат Огайо, місті, де він і народився. Потім, у 1994 році, Луїс Орр почав служити під керівництвом Піта Гіллена в Провіденсі, а з часом отримав посаду помічника  Джима Бехайма та Сіракуз Оранжмен. Під час свого перебування там, він став відомим асистентом і допоміг їм досягти рекорду 92–40 за той час. Під час перебування там Орра Syracuse двічі потрапляв до Sweet 16 турніру NCAA.

### Сієна
У 2000 році Орр отримав свою першу посаду головного тренера, погодившись на посаду головного тренера чоловічої баскетбольної команди Сієнського коледжу. У свій єдиний рік у «Сієні» Орр привів «Сейнтс» до потрійної нічиєї за перше місце на спортивній конференції Metro Atlantic Athletic Conference та результату 20–11, що є найкращим результатом для тренера «Сієни» першого року навчання. Того року Сієна побила багато рекордів відвідуваності.

### Сетон Холл
Орр став першим колишнім гравцем Big East, який став головним тренером у конференції після того, як його найняв у 2001 році Seton Hall після того, як Томмі Амакер пішов стати головним тренером у Мічиган. У свій перший рік у Big East Conference Орр отримав 12–18 результатів, але був відзначений тим, що грав дуже близько до Дюка на Maui Invitational.
До свого п’ятого сезону в Сетон-Холлі Орр привів Піратів до двох турнірів NCAA за три роки. На турнірі NCAA 2004 року Сетон Холл переміг 9-го сіяного Аризону в першому раунді, а в другому раунді поступився 1-му сіяному Дюку. У сезоні 2005–2006 років Орр привів Сетон Хол до рекорду 9–7 на Великому Сході та загального рекорду 18–12. Сетон Холл був посіяний під 10-м номером на турнірі NCAA 2006 року та грав проти 7-го сіяного команди Вічіта Стейт, програвши з рахунком 86–66. Незважаючи на те, що Орр двічі потрапив до турніру NCAA та один раз до NIT за свої п’ять сезонів у Сетон-Холлі, занепокоєння щодо неефективного набору призвело до його звільнення після сезону 2005–2006 із рекордом 80–69.

### Боулінг Грін
Після того, як Орр не був тренером протягом сезону, його найняли на посаду чоловічого баскетбольного тренера в Університеті штату Боулінг Грін, замінивши колишнього головного тренера Дена Дакіча, контракт з яким Боулінг Грін не продовжив після десяти сезонів. У своєму першому сезоні в Боулінг Грін Орр опублікував загальний рекорд 13–17 і рекорд 7–9 у MAC, фінішувавши 5-м у Східному дивізіоні. Наступного сезону Орр привів «Боулінг Грін» до 10-го титулу MAC у регулярному сезоні після того, як «Соколи» опублікували рекорд 11–5 на конференції. Незважаючи на те, що Боулінг Грін був першим сіяним у турнірі конференції, у півфіналі турніру програв майбутній чемпіон Акрон. Як чемпіон регулярного сезону MAC, Bowling Green отримав автоматичну заявку на участь у Національному турнірі за запрошенням 2009 року. Боулінг Грін був 8-м номером посіву в групі 3 і грав проти Крейтона, сіяного в першій групі. «Боулінг Грін» зробив сильний камбек, але невдало, програвши Крейтону 73–71 у грі першого раунду. Орр був названий тренером року MAC за гру Bowling Green протягом сезону 2008–09.
11 березня 2014 року компанія Bowling Green оголосила, що не буде продовжувати контракт з Орром. Орр був 101–121 за сім сезонів, включаючи рекорд 54–60 у грі Середньоамериканської конференції.

## Смерть
15 грудня 2022 року Орр помер від раку у віці 64 років .

## Зовнішні посилання
- Orangehoops.org with an Orr profile
- Bowling Green profile